# Gerrots
Gerrots é uma comuna francesa na região administrativa da Normandia, no departamento Calvados. Estende-se por uma área de 3,38 km². Em 2010 a comuna tinha 52 habitantes (densidade: 15,4 hab./km²).